# إخراج الأرواح في المسيحية

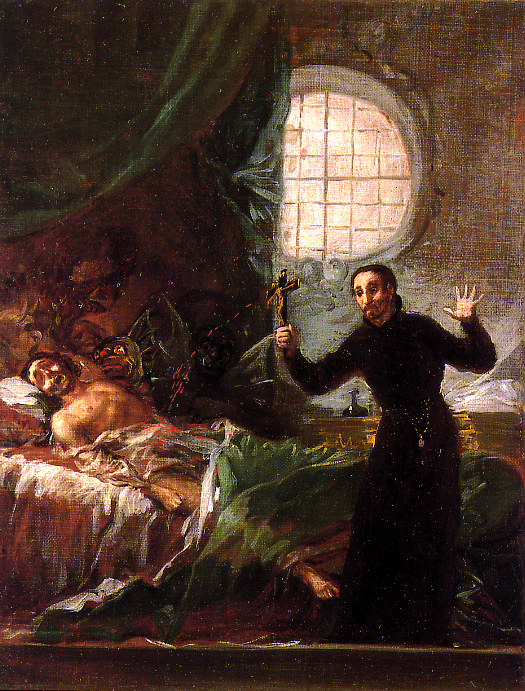
لوحة للرسام غويا، تصور القديس فرانسيس بورجيا وهو يقوم بطرد الأرواح الشريرة.

في المسيحية، إخراج الأرواح (الشريرة) هو الطقس الذي يُطرد فيه شيطان أو أكثر من إنسان يُعتَقد أنه كان يتلبسه. يكون طارد الأرواح عادة عضوًا في الكنيسة المسيحية، أو إنسانً يعتقد أنه وُهب قوى ومهارات خاصة. قد يستعمل طارد الأرواح صلوات ومواد دينية، كالصيغ الموضوعة والإيماءات والرموز والأيقونات والتمائم. يستدعي طارد الأرواح عادةً الله أو يسوع أو ملائكة مختلفين ليتدخلوا في طرد الأرواح. يخرج طارد الأرواح المسيحي عادة الشياطين باسم يسوع.
أصبح مصطلح طرد الأرواح الشريرة بارزًا في المسيحية المبكرة من القرن الثاني وبعد ذلك.
بالعموم، لا يُرى أن المتلبّسين أشرار في أنفسهم، ولا أنهم مسؤولون عن أفعالهم، لأن التلبس يعتبر تلاعبًا بضحية غير مريدة من خلال شيطان يريد إيذاء الضحية نفسها أو الآخرين. وبناءً على ذلك، يرى طردة الأرواح أن إخراج الأرواح الشريرة دواء لا عقوبة. تراعي الطقوس النظامي السائدة هذا الأمر، وتؤكد على عدم إيذاء المتلبَّس وعدم تعنيفه، إلّا أن يُربَط إذا خيف أذاه.

## العهد القديم
تقول الموسوعة الكاثوليكية إن العهد القديم فيه حالة تلبّس شيطاني واحدة فقط، هي تعذيب الملك شاؤول على يد «روح شريرة» (صموئيل الأول 16:14)، ولكن هذا يعتمد على تفسير للكلمة العبرية «روح» بمعنى «روح شريرة»، وهو تفسير تشك به الموسوعة. تربط الموسوعة الكاثوليكية أساليب طرد الأرواح في الأدبيات اليهودية غير القانونية بطرد الشيطان الذي في سفر طوبيا. قال بعض اللاهوتيين مثل أنجل مانويل رودريغيز إن الوسطاء كالذين ذُكروا في سفر اللاويين 20:27 كانت تتلبّسهم شياطين.
في سفر طوبيا رُويت قصة الشيطان أسموديوس يطرده الملاك رافائيل، الذي أرسله الله ليشفي طوبيا وزوجته المستقبلية. لأن هذه القصة من القانون الثاني، لا تقبله بعض الكنائس البروتستانتية.
ذُكر الملاك ميخائيل في دانيال 12:1 في قصة وقت النهاية، ثم في سفر رؤيا يوحنا 12 (عند الهبوط من الجنة).

## العهد الجديد
يقوم طرد الأرواح في المسيحية على الاعتقاد بأن يسوع أمر أتباعه بطرد الأرواح الشريرة باسمه. حسب مقالة طرد الأرواح في الموسوعة الكاثوليكية، فإن يسوع أشار إلى قدرته على إخراج الأرواح علامًة على أنه المسيح، ثم مكّن تلاميذه من فعل الأمر نفسه.
تُرجع الكنيسة اللوثرية، في مجمع ميسوري، ممارسة طرد الأرواح إلى الدعوى الكتابية أن يسوع المسيح طرد الشياطين بأمر بسيط (مرقس 1:23–26، 9:14–29، ولوقا 11:14–26). استمر الرسل من بعد يسوع بالممارسة نفسها بقوة المسيح واسمه (متى 10:1، وسفر أعمال الرسل 19:11–16).
ذكرت مقالة الموسوعة اليهودية عن يسوع أنه كان «مختصًّا بطرد الأرواح» وأنه مرر هذه القدرة لأتباعه، ولكن «امتيازه عن أتباعه ظهر عندما استطاع إخراج شياطين أخفقوا هم في إخراجها».

## التاريخ

### الكنيسة المبكرة
كتب القديس سيريل المقدسي «تلقّوا طرد الأرواح بالإخلاص... طرد الأرواح الإلهي، المأخوذ من الكتاب المقدس، يطهر الروح».

### العصور الوسطى
استعملت في العصور الوسطى رقية فاد رترو ساتانا («ارجع أيها الشيطان») التي كتبها البندكتيون.
عارضت اللولاردية ممارسة طرد الأرواح. الاستنتاجات الاثنا عشر للولارديين كُتبت عام 1395 وتؤكد أن إخراج الأرواح والتقديسات التي يفعلها الرهبان كلها أشكال من السحر لا توافق اللاهوت المسيحي.
في القرن الخامس عشر، كان طرَدة الأرواح بعضهم راهبًا وبعضهم علمانيًّا، لأن لكل مسيحي القدرة على طرد الشياطين باسم المسيح.
احتوى القداس الروماني الذي أصدر البابا بولس الخامس الرقية اللاتينية وسميت دي إكسوريزانديس أوبسيسي أ ديمونيو (عن طرد أرواح الذين تلبسهم الشيطان).

### الكنائس الإصلاحية
بعد الإصلاح البروتستانتي، اختصر مارتن لوثر الطقس الروماني لإخراج الأرواح. في عام 1526، اختُصر الطقس أكثر وحُذف منه الفش. ضمّ معظم الكتب اللوثرية هذا الطقس اللوثري لطرد الأرواح وطبقوه.

## المعتقدات والشعائر الحالية

### الأنغليكانية

#### كنيسة إنكلترا
في عام 1974، أسست كنيسة إنكلترا «قسم التخليص». وبتأسيس هذا القسم، صار في كل أبرشية في البلد فريق مدرب على طرد الأرواح والطب النفسي. حسب ممثلي هذا القسم فإن معظم الحالات التي تردهم لها أسباب معروفة، وأن عمليات طرد الأرواح نادرة جدًّا، لكن التبريكات قد تعطى للمريض لأسباب نفسية.
لا يستطيع الرهبان الأنغليكانيون إجراء طرد أرواح من دون إذن أسقف الأبرشية. لا يجري طرد الأرواح عادة إلا بموافقة الأسقف وفريقه المختص (الذي يشمل طبيبًا نفسيًّا وطبيبًا عاديًّا).

#### الكنيسة الأسقفية
في الكنيسة الأسقفية، يناقش كتاب الخدمات الحينية الإشراف على طرد الأرواح، ولكنه لا يحدد أي طقس محدد، وليس فيه منصب «طارد أرواح». يستمر طردة الأرواح الأبرشيون في أعمالهم حتى بعد استقالتهم من كل واجبات الكنيسة.

### المعمدانيون
صرّح ألبرت موهلر، الرئيس التاسع للمعهد اللاهوتي المعمداني الجنوبي، أن المعمدانيين وغيرهم من المسيحيين الإنجيليين،
يؤمنون بوجود وشر وقوة الشيطان والشياطين. والعهد الجديد واضح تمامًا في هذا الشأن. يجب أن نرفض كل جهد لـ«إلغاء الميثولوجية» من العهد الجديد، إذ تسعى هذه الجهود إلى رفض وجود هذه القوى والكائنات الشريرة. في الوقت نفسه، يجب أن ندرك سريعًا أن الشيطان وقبيله لا تنسَب إليهم القوى التي ينسبها إليهم التدين الشعبي. الشيطان خطر، وقد بيّن هذا الأمر بطرس حين حذّر: «كونوا راشدين، كونوا مراقبين. فعدوّكم الشيطان يطوف كأسد مفترس، باحثًا عن أحد يأكله» (بطرس الأولى) 5:8 والعهد الجديد واضح أيضًا بأن يسوع وأتباعه واجهوا حالات حقيقية جدًّا من المسّ الشيطاني. حرر يسوع الأفراد المصابين حين أمر الشياطين أن تخرج فأطاعته. كذلك أخرج الرسول بولس الأرواح الشريرة عندما واجه قوى الشر والظلام في خدمته. ولكن نظرة قريبة من الأصحاحات المذكورة تظهر أنه لم يكن لإخراج الأرواح طقس معين، إلا ذكر اسم يسوع وإشهار الإنجيل. كذلك، ليس في نص العهد الجديد قسم من الرهبان مخصص لطرد الأرواح.
نتيجة لهذه العقيدة، يرى المسيحيون المعمدانيون أن أسلحة الحرب «روحانية، والقوى التي تخافها قوى الظلام هي اسم يسوع وسلطة الكتاب المقدس وقوة الإنجيل».

### الكاثوليكية
في العقيدة الكاثوليكية، إخراج الأرواح عمل مقدس لكنه ليس واحدًا من الأسرار المقدسة، كالتعميد أو الاعتراف. ولأنه ليس من الأسرار فـ«سلامته وفعاليته غير معتمدتين على استعمال صيغة صارمة لا تتغير أو اتباع سلسلة معينة من الأفعال المخصوصة. بل فعاليته تعتمد على عنصرين: تفويضُ من هو أهلٌ له، من سلطات الكنيسة الشرعية، وإيمان طارد الأرواح».